# Viva! Spark!トロピカル〜ジュ!プリキュア/トロピカ I・N・G
「Viva! Spark!トロピカル〜ジュ！プリキュア/トロピカ I・N・G」（ビバ！スパーク！トロピカルージュ！プリキュア/トロピカアイ・エヌ・ジー）は、Machico/吉武千颯のシングル。「Viva! Spark!トロピカル〜ジュ！プリキュア」と「トロピカ I・N・G」との両A面シングル。マーベラスからマキシシングルで2021年4月7日に発売された。

## 概要
朝日放送テレビ（ABCテレビ）製作・テレビ朝日系列で放送のテレビアニメ『トロピカル〜ジュ!プリキュア』の前期主題歌を収録したスプリット・シングル。オープニングテーマの「Viva! Spark!トロピカル〜ジュ！プリキュア」は、前作『ヒーリングっど♥プリキュア』の前期エンディングテーマを担当したMachicoが、前期エンディングテーマの「トロピカ I・N・G」は前々作『スター☆トゥインクルプリキュア』のエンディングテーマを担当した吉武千颯がそれぞれ歌唱を担当する。
前作同様DVD付属盤と通常盤の2種類が発売されており、DVD付属盤にはオープニング・エンディングのノンテロップムービーが収録されている。エンディングテーマの振り付けはCRE8BOYが担当している。また、初回限定封入特典として、いずれの盤にもスーパーアート6色印刷仕様のキャンバスブロマイドが同梱される。CDジャケットには4人のプリキュアと人魚のローラが描かれている。
また、これまでプリキュアシリーズの楽曲のフルサイズ配信リリースは発売から数週間から数ヶ月経ってから開始されていたが、このシングルよりCD発売と同時に着うた、着うたフル、『iTunes Store』を始めとする都度課金型のデジタルダウンロード配信、ハイレゾ音源でのデジタルダウンロード配信、アニメソング専門サブスクリプションサービス『ANiUTa』でのストリーミング配信も実施されている。
2021年10月15日から、スマートフォン音楽ゲーム『D4DJ Groovy Mix』にて『映画 トロピカル〜ジュ!プリキュア 雪のプリンセスと奇跡の指輪!』の公開を記念して『Viva! Spark!トロピカル〜ジュ!プリキュア』が『Alright! ハートキャッチプリキュア!』と共にそれぞれ追加楽曲として収録されている。

## 収録曲
1. Viva! Spark!トロピカル〜ジュ！プリキュア
歌：Machico
作詞：大森祥子、作曲・編曲：EFFY
  - 朝日放送テレビ・テレビ朝日系列テレビアニメ『トロピカル〜ジュ！プリキュア』前期オープニングテーマ
2. トロピカ I・N・G
歌：吉武千颯
作詞：こだまさおり、作曲・編曲：馬瀬みさき（Lantan）
  - 朝日放送テレビ・テレビ朝日系列テレビアニメ『トロピカル〜ジュ！プリキュア』前期エンディングテーマ
3. Viva! Spark!トロピカル〜ジュ！プリキュア（オリジナル・メロディー入り・カラオケ／オリジナル・カラオケ）
CD+DVD盤はオリジナル・メロディー入り・カラオケ、通常盤はオリジナル・カラオケという仕様になっている。
4. トロピカ I・N・G（オリジナル・メロディー入り・カラオケ／オリジナル・カラオケ）
CD+DVD盤はオリジナル・メロディー入り・カラオケ、通常盤はオリジナル・カラオケという仕様になっている。

### DVD（CD+DVD盤のみ同梱）
1. オープニング「Viva! Spark!トロピカル〜ジュ！プリキュア」ノンテロップ映像
2. エンディング「トロピカ I・N・G」ノンテロップ映像